# Mantidactylus lugubris
A Mantidactylus lugubris  a kétéltűek (Amphibia) osztályába és  a békák (Anura) rendjébe, az aranybékafélék (Mantellidae) családjába tartozó faj. 

## Előfordulása
Madagaszkár endemikus faja. A sziget keleti részén, a tengerszinttől 1500 m-es magasságig honos.

## Megjelenése
Közepes méretű Mantidactylus faj. A kifejlett példányok mérete 30–45 mm. Mellső lába úszóhártya nélküli, a hátsón teljesen kifejlett úszóhártyák vannak. Ujjkorongjain jól fejlettek. Háti bőre viszonylag sima, számos, elszórtan elhelyezkedő dudorral. Háta világosbarna, három nagy méretű, az olajzöldtől a feketéig terjedő folttal.

## Természetvédelmi helyzete
A vörös lista a nem fenyegetett fajok között tartja nyilván. Elterjedési területe nagy, jól alkalmazkodik a különböző élőhelyekhez, populációjának egyedszáma nagy. Számos  védett területen előfordul, és valószínűleg egyedül az extrém erdőirtás jelent fenyegetést számára.